# Alexander Sergejewitsch Aksjonenko
Alexander Sergejewitsch Aksjonenko (russisch Александр Сергеевич Аксёненко; * 8. März 1986 in Nowosibirsk, Russische SFSR) ist ein russischer Eishockeyspieler, der zuletzt bei Metallurg Nowokusnezk in der Kontinentalen Hockey-Liga unter Vertrag stand.

## Karriere
Alexander Aksjonenko begann seine Karriere als Eishockeyspieler in der Nachwuchsabteilung des HK Sibir Nowosibirsk, für dessen Profimannschaft er von 2003 bis 2006 in der russischen Superliga aktiv war. Die Saison 2005/06 beendete er jedoch bei dessen Ligarivalen SKA Sankt Petersburg. In der Saison 2006/07 stand der Verteidiger parallel für Metallurg Nowokusnezk in der Superliga, sowie für deren zweite Mannschaft in der drittklassigen Perwaja Liga auf dem Eis.
Im Sommer 2007 unterschrieb der ehemalige Junioren-Nationalspieler einen Vertrag bei Amur Chabarowsk. Für Amur lief er zunächst in der Superliga und ab Saison 2008/09 in der neu gegründeten Kontinentalen Hockey-Liga auf. Im Juli 2011 wechselte er nach vier Jahren in Chabarowsk innerhalb der KHL zu Awtomobilist Jekaterinburg. Für Awtomobilist absolvierte er jedoch nur sechs Spiele während der folgenden Spielzeit, ehe er im September 2012 zu seinem Heimatverein, dem HK Sibir, zurückkehrte.
Im Juli 2013 wurde er erneut von Metallurg Nowokusnezk verpflichtet. Seit dem Ende der Saison 2013/14 ist er vereinslos.

### International
Für Russland nahm Aksenenko an der U18-Junioren-Weltmeisterschaft 2004, sowie der U20-Junioren-Weltmeisterschaft 2006 teil.

## Erfolge und Auszeichnungen
- 2004 Goldmedaille bei der U18-Junioren-Weltmeisterschaft
- 2006 Silbermedaille bei der U20-Junioren-Weltmeisterschaft

## KHL-Statistik
Stand: Ende der Saison 2010/11